# Maybe Baby (filme)
Maybe Baby(br: Como Fazer Bebês) é um filme de comédia britânico 2000, escrito e dirigido por Ben Elton e baseado em seu romanceInconceivable, estrelado por Hugh Laurie e Joely Richardson.

## Sinopse
Sam e Lucy Bell formam o casal perfeito. São amáveis, têm carreiras bem sucedidas, e se amam de paixão. A única coisa que lhes falta é um filho. Para realizar o grande sonho tentam desde acupuntura, tratamentos alternativos, métodos modernos, músicas new age, até programas de ajuda com energéticos. Quando tudo falha, eles procuram um famoso médico que lhes apresenta um delirante mundo de gráficos de ovulação. Ao mesmo tempo, Sam, incentivado por seu amigo hippie, começa a escrever uma comédia que retrata a epopéia do casal para ter um filho. Lucy não gosta nada da ideia e proíbe o marido de escrever, o que acaba servindo de teste para o amor que sentem um pelo outro.

## Elenco
| Ator              | Papel     |
| ----------------- | --------- |
| Hugh Laurie       | Sam Bell  |
| Joely Richardson  | Lucy Bell |
| Matthew Macfadyen | Nigel     |
| Adrian Lester     | George    |
| Yasmin Bannerman  | Melinda   |
| Joanna Lumley     | Sheila    |
| Emma Thompson     | Druscilla |
| Rowan Atkinson    | Mr. James |
| Dawn French       | Charlene  |

## Curiosidades
- Hugh Laurie dirigiu algumas cenas de 
Como Fazer Bebês, quando o diretor Ben Elton teve que ir ao hospital devido ao nascimento do seu filho. - Este é o 3º filme em que Emma Thompson e Hugh Laurie atuaram juntos. Os demais foram Para o Resto de Nossas Vidas (1992) e Razão e Sensibilidade (1995). - Emma Thompson apenas trabalhou um dia nos sets de filmagens. - Lançado diretamente em vídeo no Brasil.